# Silinus pinnigerus
Silinus pinnigerus är en skalbaggsart som först beskrevs av Lewis 1898.  Silinus pinnigerus ingår i släktet Silinus och familjen stumpbaggar. Inga underarter finns listade i Catalogue of Life.